# Norrsjön (Vissefjärda socken, Småland, 627728-149184)
Norrsjön är en sjö i Emmaboda kommun i Småland och ingår i Lyckebyåns huvudavrinningsområde. Sjön har en area på 0,0583 kvadratkilometer och ligger 138 meter över havet. Sjön avvattnas av vattendraget Gusemålabäcken. Vid provfiske har abborre, braxen, gädda och mört fångats i sjön.

## Delavrinningsområde
Norrsjön ingår i det delavrinningsområde (627747-149171) som SMHI kallar för Inloppet i Ödevaten. Medelhöjden är 143 meter över havet och ytan är 0,49 kvadratkilometer. Räknas de 2 avrinningsområdena uppströms in blir den ackumulerade arean 18,61 kvadratkilometer. Gusemålabäcken som avvattnar avrinningsområdet har biflödesordning 2, vilket innebär att vattnet flödar genom totalt 2 vattendrag innan det når havet efter 71 kilometer. Avrinningsområdet består mestadels av skog (85 procent). Avrinningsområdet har 0,06 kvadratkilometer vattenytor vilket ger det en sjöprocent på 12,1 procent.